# سول بلوز
السول بلوز (بالإنجليزية: Soul blues)‏ هو نوع من موسيقى البلوز تطور في أواخر عقد 1960 وأوائل عقد 1970 يدمج مكونات من موسيقى السول والموسيقى المدنية المعاصرة. أراد المغنون والموسيقييون الذين كبروا وهم يسمعون موسيقى البلوز الكهربائية (لفنانين مثل مادي واترز، جيمي ريد و إلمور جيمس) وموسيقى السول (لفنانين مثل سام كوك، ري تشارلز و أوتيس ريدينغ) وموسيقى الغوسبل أن يدمجوا موسيقاهم المفضلة مع بعضها. كان بوبي بلاند أحد رواد هذا النوع.